# Mestre Álvaro

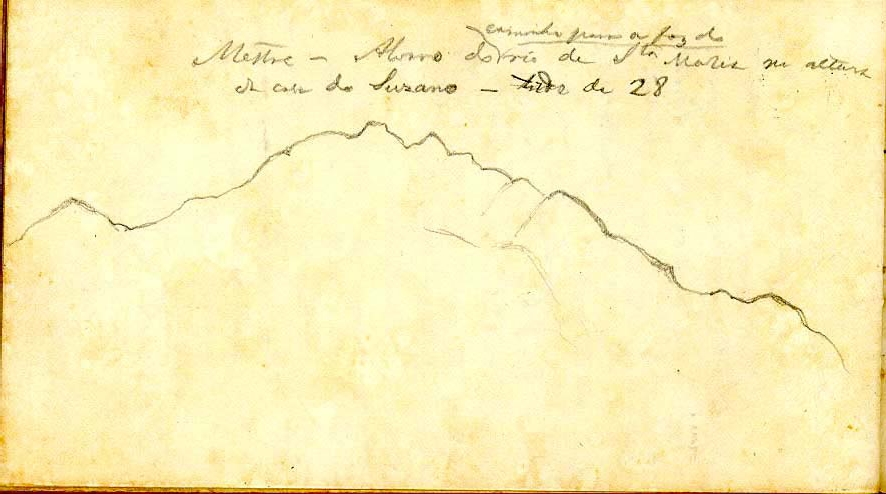
Contorno do Mestre Álvaro desenhado pelo imperador Dom Pedro II

O Mestre Álvaro é considerado uma das maiores elevações litorâneas (planalto) da costa brasileira[carece de fontes?] e abriga uma das últimas áreas de Mata Atlântica de altitude do Espírito Santo. É um maciço costeiro que possui formato semicircular em planta, estruturado em um corpo de rocha intrusiva (plutônica) granítica  com cerca de 833 metros de altitude no Estado do Espírito Santo.
Tem-se uma vista panorâmica de toda a Região Metropolitana de Vitória e região de montanhas, e de lá avista-se os municípios de Vitória, Vila Velha, Serra, Cariacica, Santa Leopoldina, Fundão, Viana, e parte de Domingos Martins, além de uma bela vista do oceano Atlântico.
O Mestre Álvaro é um maciço granítico que, devido à sua altura e posição, tem servido à navegação marítima há séculos. Ele é citado em documentos cartográficos do século XVI. Possui um bosque rico em fauna e flora nativas e algumas cavernas.
Está localizado no município da Serra, que faz parte da região metropolitana da Grande Vitória. Possui 3.470ha e uma variação altimétrica de 100 a 850 m. Situa-se entre as coordenadas de 20º 08´ 32 “e 20º 11´ 28” S e 40º 07´ 42 “e 40º 19´ 44” W.
De acordo com a classificação fitogeográfica do IBGE (1987), a vegetação predominante é a floresta ombrófila densa submontana. No entanto, a maior parte da área está, atualmente, coberta por pastagens, e a vegetação nativa, ainda que alterada, está restrita às áreas de difícil acesso.

## Topônimo
Os antigos moradores da Serra contam que o Mestre Álvaro recebeu este nome porque ali morava um mestre de carpintaria, ou professor, de nome Álvaro e sempre que alguém desejava algum serviço dele, dizia: "Vou no Morro do Mestre Álvaro". Outros explicam que ele serve de orientação aos pescadores, que se sentem seguros de seguirem pelo mar até que mantenham ao alcance dos olhos o topo do mesmo, que chamam de "Mestre Álvaro.”
Outra versão é que, pela altitude do monte é comum seu topo estar sempre coberto por nuvens. Por essa característica muitos o chamavam de “Monte Alvo” que, com o tempo tornou-se, Monte Álvaro e por ser guia de Navegação, os pescadores o batizaram de "Mestre Álvaro".

## Trilhas
Conta com acesso fácil a trilha principal por Serra-sede e acesso restrito a outras trilhas pela face Sul.
A trilha principal é um caminho bem marcado mas não tão limpo devido ao mal uso por parte dos frequentadores. Caminho simples, porém cheio de subidas íngremes beirando um vale e uma cachoeira - antiga fonte de água potável dos moradores da região - na sua primeira metade e uma caminhada relaxante por sobre os topos de morro e um vale úmido e com muito vento logo antes do pico mais alto. Leva-se cerca de 4 horas para se chegar ao topo em ritmo não forçado e com paradas estratégicas para lanches e reidratação ao longo do caminho; pessoas em melhor forma fazem a subida em menos de 2 horas.
Ainda pelo lado Norte, o acesso à área de 3 Marias por motociclistas é frequente nos fins de semana, fazendo com que a trilha fique muito larga e destruída.
Outras trilhas pela face Sul incluem cachoeiras com maior volume que as da face Norte e floresta ombrófila densa melhor preservada devido ao menor uso por parte do homem.
A trilha mais usada pela face Sul é mais íngreme que a principal e atravessa por dentro de mata fechada até chegar no pé da pedra mais alta, a 800m. Passa ao lado de um curso d'água com 2 nascentes, que se juntam e formam um rio de corredeiras e poças que desemboca no brejo ao pé do Morro, local frequentado por moradores da região e alguns eventuais turistas com excelentes locais para um banho gelado e contato com a natureza.
Em Pitanga, bairro situado bem no pé do Mestre, se encontram acessos a cursos d'água e trilhas pouco usadas, indicadas para os mais aventureiros.
Recentemente o grupo Guardiões do Mestre começou a mapear as trilhas e cursos d'água do Mestre Álvaro e vem se dedicando especialmente a levantar a história por trás da abertura dessas trilhas.
Algumas intervenções humanas estão presentes no Mestre Álvaro como a 'Casinha' ou 'Torre' - um cômodo de 9 m² construído provavelmente pelo Exército no topo do Morro, hoje aproveitado como base de repetição de rádio; a 'Placa' - uma armação de aço com 8 metros de altura onde havia uma grande placa de alumínio de 9 m² visível da cidade quando refletia a luz do sol, com função desconhecida; uma série de trilhos de trem, usados como postes para transmissão de energia elétrica até a 'Casinha', quase todos ainda de pé e com os isoladores e armação no lugar.
Esses postes seguem desde o pé do Morro, na face Sul, subindo um dos braços do Mestre e seguindo por uma dorsal até o topo do Morro, numa trilha ainda hoje bem marcada e repleta de sinais da passagem do Exército pelo Mestre.

## Proteção ambiental
Pouco se vê por parte das autoridades responsáveis em relação à proteção da fauna e flora no Mestre Álvaro. Nos últimos anos um grupo local, o GPAMA, começou a organizar mutirões de limpeza retirando bastante lixo das trilhas, cachoeiras e lugares de interesse pelo morro.